# Croton viminalis
Croton viminalis är en törelväxtart som beskrevs av August Heinrich Rudolf Grisebach. Croton viminalis ingår i släktet Croton och familjen törelväxter. Inga underarter finns listade i Catalogue of Life.